# Émile Kaçmann
Émile Kaçmann, né le 16 février 1914 à Budapest et mort le 17 juin 2001 à Mantes-la-Jolie, est un chantre hazzan français, d'origine hongroise, survivant d'Auschwitz. Il est hazzan de la synagogue de la rue Copernic et de l'Union libérale israélite de France de 1946 à 1991.

## Biographie
Né le 16 février 1914 à Budapest en Hongrie,, Émile Kaçmann étudie à l’école Lucien-de-Hirsch à Paris. Enfant de chœur à la synagogue Buffault, il est remarqué pour la beauté de sa voix de basse chantante par Léon Algazi, alors directeur de la musique des synagogues consistoriales et de l’école liturgique de la rue Vauquelin à Paris. Sur ses conseils, il entreprend des études de hazzan au Séminaire israélite de France (SIF)
Arrêté par la Gestapo en mars 1944, il est interné au camp de Drancy puis déporté à Auschwitz, par le convoi no 71, en date du 13 avril 1944, le même que Simone Jacob. Il survit aux Marches de la mort.
De retour à Paris, il est engagé à l’Union libérale israélite de France, à la synagogue du 24 rue Copernic dans le 16e arrondissement en 1946. Il reste le hazzan de Copernic, durant 45 ans, jusqu'en 1991.
Il est le seul hazzan de sa génération en France à posséder parfaitement le rite ashkenaze aussi bien que le rite portugais. Il a également suivi une formation de chanteur classique (bel canto).
Il meurt le 17 juin 2001 à Mantes-la-Jolie (Yvelines), et est inhumé au cimetière parisien de Bagneux.

## Discographie
- Souviens-toi D'Auschwitz - Émile Kacmann Matricule 137731. Ducretet-Thomson, juin 1967[5].
- Office de Kippour, Cérémonie Nuptiale, Offices du Sabbat et des fêtes - Émile Kaçmann, basse, Pathé DTX 160

## Filmographie
- Mazel Tov ou le Mariage de Claude Berri.
- L’Aube, d’après l’œuvre d’Elie Wiesel.
- Lévy et Goliath de Gérard Oury.
- K d’Alexandre Arcady.